# Värska
Värska è un comune rurale dell'Estonia sudorientale, nella contea di Põlvamaa. Il centro amministrativo è l'omonimo borgo (in estone alevik).
Un lungo tratto del confine estone-russo qui non è ancora stato riconosciuto. Molti villaggi e frazioni del comune sono raggiungibili solo passando per il territorio ancora oggi russo.
Per il Trattato di Tartu del 1920 questo non è il confine effettivo. Questa è la terra originaria dei Setos.

## Località
Oltre al capoluogo, il comune comprende 34 località (in estone küla):
Koidula - Kolodavitsa - Kolossova - Korela - Kostkova - Kremessova - Kundruse - Litvina - Lobotka - Lutepää - Määsovitsa - Matsuri - Nedsaja - Õrsava - Pattina - Perdaku - Podmotsa - Popovitsa - Rääptsova - Saabolda - Saatse - Samarina - Säpina - Sesniki - Tonja - Treski - Ulitina - Vaartsi - Väike-Rõsna - Vedernika - Velna - Verhulitsa - Võpolsova - Voropi